# Csordulj könnyem, mondta a rendőr
A Csordulj könnyem, mondta a rendőr (Flow My Tears, the Policeman Said) Philip K. Dick sci-fi-író 1970-ben írt könyve, amely csak 1974-ben jelent meg. A regény 1975-ben elnyerte a legjobb tudományos-fantasztikus regénynek járó John W. Campbell-emlékdíjat, és ez Dick egyetlen regénye, ami jelölve volt mind Hugo-, mind Nebula-díjra.
A cselekmény a fikció szerint 1988-ban játszódik, az USA-ban mint antiutópisztikus rendőrállamban. A történet központi alakja Jason Taverner, aki hatos (vagyis egy genetikailag módosított személy), foglalkozását tekintve pedig tévésztár és énekes.

## Történet
|  | Alább a cselekmény részletei következnek! |

Az események megtörténése alatt minden rendőri irányítás alatt áll, mivel az egyetemisták – a könyvben ki nem bontott okok miatt – fellázadtak. Ezért az egyetemek szó szerint a föld alatt, zárt környezetben működnek, a szökött egyetemistákat pedig különböző bolygókon levő munkatáborokba küldik. A kormány pedig titkos genetikai- és drogkísérleteket folytat.
A történet egy tévéműsor, a Jason Taverner Show felvételén kezdődik, amit világszerte több százezren néznek. Ez az adás Taverner meglepetésére 30 másodperccel rövidebbre sikerül a szokásosnál. Egy másik sztárral, Heather Harttal éppen kapcsolatukról beszélnek, amikor Taverner egy régebbi pártfogoltja arra kéri, látogasson el hozzá. Azonban a lány, akihez mennek, gyilkossági kísérletet követ el Taverner ellen. Később a főszereplő egy kórházi ágyon ébred, orvosok veszik körül és Taverner ezután ismét eszméletét veszti.
Miután ismét magához tér, egy szállodai szobában találja magát, orvosok sehol, és barátnője is eltűnt. Rá kell ébrednie, hogy egy másik világba került: ahol az emberek nem ismerik, és a papírjai sincsenek meg, ami ebben az államban egyenlő azzal, hogy nem is létezik. Felhívja az ügynökét és Heathert is, de mindketten megtagadják ismeretségüket. Mivel az utcán lépten-nyomon ellenőrző pontokon vizsgálják az átlépők személyazonosságát, Tavernernek sürgősen iratokat kell szereznie. A szálloda portásához fordul, aki elvezeti Kathyhez, az igazolványok hamisításával foglalkozó lányhoz.
A mentálisan erősen zavart lányról kiderül, hogy valójában a rendőrség ügynöke, de mivel vonzódik Tavernerhez, ezért nem adja fel. Ezzel ki akarja kényszeríteni, hogy a férfi vele maradjon. Ő azonban meglép, és egy ellenőrzőponton próbára is teheti kártyáit. A rendőrök átengedik, de ismét összefut Kathyvel. Egy rendőr várja őket, amikor visszamennek a lányhoz. Tudomást szerzett róla, hogy Taverner iratai hamisak, de nem vádolja semmivel. A rendőrségen Taverner egy másik hasonló nevű személynek hazudja magát, aki valóban létezik. Felix Buckman rendőrtábornok is rááll az ügyre, miután kiderül, hogy a nyilvántartás szerint mégsem ő a mátrixbankban szereplő Jason Taverner.
Taverner ezután Las Vegasba megy, felcsípi egy régi szeretőjét, Ruth Raet, aki természetesen nem emlékszik rá. Eddigre Taverner személyazonosságának nemléte felkelti Felix Buckman rendőrtábornok érdeklődését, akinek utasítására Tavernert Ruth lakásán letartóztatják. Buckman kikérdezi, és titokban egy detonátort helyeztet a testére, mivel attól fél, hogy Dill-Temko, a hatosok kifejlesztője tervel valamit, s ennek a következménye Taverner papírjainak nemléte.
Jason Taverner elhagyja a rendőrállomást, és Alysszel találkozik, aki leveszi róla a detonátort és a nyomkövetőket. Alys Felix Buckmannel él különös kapcsolatban: ikertestvére és egyszerre a szeretője, gyermekének anyja, s egyszerre gyűlölik és nem nélkülözhetik egymást. A nő elvezeti lakásukra, útközben pedig felhívja magára Taverner figyelmét azzal, hogy megmutatja az ebben a világban egyedüli példányokat a „nemlétező” sztár lemezeiből. A tábornok lakásán kiderül, hogy a lány valójában az élvezeteknek szenteli életét. A férfit meszkalinnal kínálja, aki a kapott adagtól különös víziókat él át, és miután a lány elhagyja a szobát felteszi lemezeit a lejátszókra, de nem hall mást, csak sercegést. Pánikhangulatban a lány után indul, és az egyik ajtó mögött a holttestére lel. Ezután, ha lehet még zaklatottabb állapotban elmenekül.
Az utcán állít meg egy lányt, Mary Anne-t, akivel egy bárba hajtanak, ahol végre felismerik Tavernert és a lemezeit is meg tudja hallgatni a zenegépen.
Az Alyst vizsgáló halottkém szerint a nő egy bizonyos KR-3 nevű kábítószert szedett, amely különös módon megváltoztatta a valóságot, és meg nem valósult lehetőségeket engedett elszabadulni a világban. A drog tulajdonképpen meggátolja a fogyasztóját abban, hogy megkülönböztesse a lehetséges világokat, és így az összemossa őket. Ennek következménye, hogy néhány hozzá közel álló személy is átcsúszhat e különös világba. Alys Taverner-rajongó volt, így következhetett be Taverner időleges átlépése és Buckmanék tanácstalansága. Alys halála után Jason Taverner aktáit rögtön megtalálják.
Buckman tudja, hogy nem Taverner ölte meg testvérét, mégis jobbnak látja letartóztatni őt gyilkosság vádjával, mivel ha nem tenné, testvérével folytatott különös kapcsolatának felszínre kerülésével megbillenhetne pozíciójának stabilitása.
Buckman döntése után vezetés közben szinte átéli, ahogy Tavernert kivégzik tettéért. Furcsa révületében egy benzinkúthoz érkezik, ahol egy fekete férfival találkozik. Egy szívet rajzol neki és megöleli őt. A férfi azonban nem érti félre: a céltalan szeretet ilyetén kifejeződését nem keveri össze a szerelemmel. Azt állítja, érti, hogy Buckmant a magány vezérelte irracionális tettére. Ezzel a történet tulajdonképp le is zárul.
A regény tartalmaz még egy rövid epilógust, ahol kiderül, hogy Tavernert mégsem ítélik el. Érdekes módon e fejezet nemcsak a regény szereplőinek, de néhány a történetben szereplő tárgynak is leírja későbbi sorsát.
|  | Itt a vége a cselekmény részletezésének! |

## Háttér
A regény címe egy XVI. századi zeneszerző művére utal, John Dowland Flow my tears című dalára, amely egy ismeretlen szerzőségű vers megzenésítése. A vers a regényt különálló epizódokra bontja, s az első versszaka így hangzik:
Csordulj könnyem, csak csordulj!
Hadd gyászolok, bús száműzött;
Hol az éj sötét madara dalol,
Magányom már örök.
Dowland egy másik művére, a Lachrymae antiquae-ra is történik utalás, maga pedig úgy szerepel Felix Buckman eszmefuttatásában mint az a zeneszerző, aki először írt absztrakt zenét.
A szövegben egyértelműen tetten érhető George Orwell 1984 című regényének hatása az olyan szavak használatakor, mint a „nemszemély” vagy a „rend”.
E regényben is feltűnik Dick egyik kedvenc motívuma, a kerámia. Mary Anne egy fazekas, aki legszebb művét, egy kék vázát ajándékozza Tavernernek. Az epilógus utolsó bekezdése is erről a vázáról szól.
Dick egy későbbi esszéjében, a How to Build a Universe that Doesn't Fall Apart Two Days Later-ben írja meg, hogy episzkopális papjával hogy jutott arra a nézetre, hogy a regény tulajdonképpeni befejező jelenete az Apostolok cselekedeteiben már le volt írva, és miképp történt meg vele a regény megírása után szinte hajszálpontosan ugyanaz.

## Magyarul
- Csordulj könnyem, mondta a rendőr; ford. Pék Zoltán, versford. Imreh András; Agave Könyvek, Bp., 2006

## Utalások a regényre
- Dick későbbi, Valis című regényben Az android folyónyi könnyei címen utal vissza e regényre.
- A Tubeway Army nevű amerikai együttes önmagáról elnevezett albumán a Listen to the Sirens című dal nyitó sora a következő: „Flow my tears, the new police song” (Az énekes Gary Numan munkásságában még számos Ph.K.Dick-hatás található).
- A Liars rock-banda They Were Wrong, So We Drowned című lemezén található utolsó szám címe: Flow My Tears, The Spider Said.
- A Discordance Axis nevű grindcore banda Jouhou című lemezén egy dal Dick regényének nevét viseli.
- Az élet nyomában című Richard Linklater-film végén a szereplők erről a regényről és a már említett esszéről beszélnek.